# Osiecza Druga
Osiecza Druga – wieś w Polsce położona w województwie wielkopolskim, w powiecie konińskim, w gminie Rzgów. Wieś położona w malowniczym krajobrazie, wiele Ścieżek rowerowych jak i pieszych.
W latach 1975–1998 miejscowość administracyjnie należała do województwa konińskiego.
Zobacz też: Osiecza Pierwsza, Osieczany